# Eisenbahnunfall von Tanwari
Bei dem Eisenbahnunfall von Tanwari in Pakistan gerieten am 31. Oktober 2019 gegen 6:30 Uhr einige Wagen des Tezgam Express in Brand. Mindestens 75 Menschen starben.

## Ausgangslage
Der Zug war von Karatschi nach Lahore unterwegs, eine 1548 km lange Fahrt, die planmäßig 25:30 Stunden dauert. In den drei betroffenen Wagen reisten etwa 207 Menschen, insgesamt waren 933 Reisende mit dem Zug unterwegs. Das Mitführen von Gaskochern und Gasflaschen in Reisezügen der Pakistan Railways ist verboten. Viele der Opfer waren Mitglieder einer Gruppe islamischer Prediger der Tablighi Jamaat, die an einer religiösen Versammlung in der Nähe der Stadt Lahore teilnehmen wollten.  Sie reisten in den beiden betroffenen Wagen der „economy class“.

## Unfallhergang
Die Reisegruppe von Tablighi Jamaat hatte zwei Gasflaschen und Gaskocher dabei. Aus ungeklärter Ursache explodierte eine der Flaschen, als der Zug sich in voller Fahrt in der Nähe der Bahnhöfe Tanwari und Liaquatpur im  Distrikt Rahimyar Khan der Provinz Punjab befand und die Reisegruppe sich mit den Kochern ihr Frühstück zubereiten wollte. Die Explosion der ersten Flasche ließ auch die zweite bersten. Die brennenden Wagen wurden zunächst vom Triebfahrzeugführer nicht bemerkt. Erst nach 20 Minuten soll der Zug deshalb zum Stehen gekommen sein. Inzwischen waren zahlreiche Menschen gestorben, die meisten verbrannt, einige auch durch Stürze beim Abspringen aus dem fahrenden Zug. Es gelang anschließend, die drei brennenden Wagen vom Rest des Zuges zu trennen.

## Folgen
Mindestens 75 Menschen starben, mehr als 40 wurden darüber hinaus verletzt.
An der Rettung nach dem Eisenbahnunfall war auch Militär beteiligt. Die Schwerverletzten wurden nach Bahawalpur und weiter nach Liaquatpur und in die Distrikthauptstadt Rahimyar Khan gebracht, wo die Krankenhäuser auch die Möglichkeit haben, Plastische Chirurgie durchzuführen. Einige der Verletzten wurden bis in die etwa 330 km entfernte Stadt Multan gebracht. Die übrigen Reisenden wurden per Zug nach Rawalpindi gefahren. Ein Großteil der Toten wird nur über DNA-Tests zu identifizieren sein, weil die Körper bis zur Unkenntlichkeit verbrannt sind.